# Біксант Лізаразю
Бікса́нт Лізаразю́ (баск. Bixente Lizarazu, МФА: [biˈʃente lis̻aˈɾas̻u], нар. 9 грудня 1969, Сен-Жан-де-Люз) — французький футболіст баскського походження, захисник.
Насамперед відомий виступами за клуби «Бордо» та «Баварія», а також національну збірну Франції.
Шестиразовий чемпіон Німеччини. Чотириразовий володар Кубка Німеччини. Володар Кубка Інтертото. Переможець Ліги чемпіонів УЄФА. Володар Міжконтинентального кубка. У складі збірної — чемпіон світу, чемпіон Європи. Дворазовий володар Кубка Конфедерацій.

## Клубна кар'єра
У дорослому футболі дебютував 1988 року виступами за команду клубу «Бордо», в якій провів вісім сезонів, взявши участь у 272 матчах чемпіонату. Більшість часу, проведеного у складі «Бордо», був основним гравцем команди. За цей час виборов титул володаря Кубка Інтертото.
Протягом 1996—1997 років захищав кольори команди іспанського клубу «Атлетик».
Своєю грою за останню команду привернув увагу представників тренерського штабу клубу «Баварія», до складу якого приєднався 1997 року. Відіграв за мюнхенський клуб наступні сім сезонів своєї ігрової кар'єри. Граючи у складі мюнхенської «Баварії» також здебільшого виходив на поле в основному складі команди. За цей час додав до переліку своїх трофеїв чотири титули чемпіона Німеччини, ставав володарем Кубка Німеччини (двічі), переможцем Ліги чемпіонів УЄФА, володарем Міжконтинентального кубка.
Протягом 2004—2005 років захищав кольори команди клубу «Олімпік» (Марсель).
Завершив професійну ігрову кар'єру у клубі «Баварія», у складі якого вже виступав раніше. Прийшов до команди 2005 року, захищав її кольори до припинення виступів на професійному рівні у 2006. За цей час додав до переліку своїх трофеїв ще один титул чемпіона Німеччини, знову ставав володарем Кубка Німеччини.

## Виступи за збірну
1992 року дебютував в офіційних матчах у складі національної збірної Франції. Протягом кар'єри у національній команді, яка тривала 13 років, провів у формі головної команди країни 97 матчів, забивши 2 голи.
У складі збірної був учасником чемпіонату Європи 1996 року в Англії, чемпіонату світу 1998 року у Франції, здобувши того року титул чемпіона світу, чемпіонату Європи 2000 року у Бельгії та Нідерландах, здобувши того року титул континентального чемпіона, чемпіонату світу 2002 року в Японії і Південній Кореї, а також чемпіонату Європи 2004 року у Португалії.

## Досягнення
- Чемпіон Німеччини:

«Баварія»: 1999, 2000, 2001, 2003, 2005, 2006
- Володар Кубка Німеччини:

«Баварія»: 1998, 2000, 2003, 2005, 2006
- Володар Кубка німецької ліги:

«Баварія»: 1997, 1998, 1999, 2000
- Володар Кубка Інтертото:

«Бордо»: 1995
- Переможець Ліги чемпіонів УЄФА:

«Баварія»: 2000-01
- Володар Міжконтинентального кубка:

«Баварія»: 2001
- Чемпіон світу: 1998
- Чемпіон Європи: 2000
- Володар Кубка Конфедерацій: 2001, 2003